# Parco nazionale delle Isole minori
Il Parco nazionale delle Isole minori è un'area naturale protetta della Repubblica di Mauritius  che raggruppa le seguenti isole e isolotti che sorgono al largo delle coste dell'isola madre:
| Isola              | WDPA      | Superficie (ha) | Coordinate                |
| ------------------ | --------- | --------------- | ------------------------- |
| Rocher aux Pigeons | 555571171 | 0,63            | 19°51′46″S 57°39′27″E     |
| Île d'Ambre        | 555571172 | 128             | 20°02′13″S 57°42′00″E     |
| Rocher des Oiseaux | 555571173 | 0,1             | 20°22′48.9″S 57°47′23″E   |
| Île aux Fous       | 555571174 | 0,3             | 20°22′59″S 57°47′16″E     |
| Île aux Vacoas     | 555571175 | 1,36            | 20°23′52″S 57°46′13″E     |
| Île aux Fouquets   | 555571176 | 2,49            | 20°23′44″S 57°46′39″E     |
| Île aux Flamants   | 555571177 | 0,8             | 20°19′19.5″S 57°49′02.1″E |
| Île aux Oiseaux    | 555571178 | 0,7             | 20°19′38.4″S 57°48′51″E   |